# 杨洋
杨洋（英語：Yang Yang，1991年9月9日—），出生於中國上海，祖籍安徽合肥，中国男演员、歌手和舞者，毕业于中国人民解放军艺术学院2003级舞蹈系。2006年入伍南京軍區，後於2008年退伍並正式进入娱樂圈。2008年，出演首部電視劇《红樓夢》中成年贾宝玉一角嶄露頭角。2014年，主演的網剧《盗墓笔记》和电影《左耳》相繼播出，開始獲得關注。2015年，主演電視劇《旋风少女》中若白一角大受好评。2016年，主演电视剧《微微一笑很倾城》中肖奈一角大受歡迎，迎來演藝事業高峰。2021年，憑藉主演的電視劇《你是我的榮耀》中于途一角再次人氣高漲。

## 生平經歷

### 早年經歷與教育程度
1991年9月9日，楊洋在上海出生，是家中獨子，父母是普通上班族。童年時代，楊洋曾學習小提琴和棒球；週末到上海花季藝術學校上其他興趣班時，被老師看中他的舞蹈天賦，他因此成為藝校的第五期學員，小時候經常代表學校外出比賽、演出、得獎，並展現過人的舞蹈天分。
2003年，楊洋同時考取中國人民解放軍藝術學院舞蹈系和上海市舞蹈學校（現已併入上海戲劇學院），因熱愛一身戎裝，楊洋最終選擇就讀解放軍藝術學院，並於12歲時離開父母，獨自從上海到達北京就讀軍藝舞蹈系。
在校期間，楊洋非常刻苦，但並憑借個人的天分和努力，他的專業成績一直名列前茅，入學第二年就成為了專業第一名，並多次代表學校參加國際和國內的舞蹈比賽，那時候他的夢想只是想做一名優秀的舞蹈演員。在軍藝上到三年級的時候，楊洋被南京軍區前線文工團特招為文藝兵，進行定向培養。2007年，楊洋在軍藝舉辦的第四屆“紅星杯”舞蹈比賽中榮獲當代舞一等獎（二等獎空缺），除此之外，楊洋在校內一直有「軍藝校草」之稱。

### 2008年-2013年：出道初期，備受矚目
2007年春節前，李少紅版《《红楼梦》》劇組從解放軍藝術學院選出15名候選演員，初步確定包括楊洋在內的6名演員參加集體培訓，而此時的他正在準備南京軍區畢業彙報典禮，並要準備參加國際舞蹈比賽，因而未能參加集體培訓。2008年，楊洋參加南京軍區畢業匯報演出，在只有兩個獨舞名額的情況下，表演獨舞《蒲公英》；隨後在多方的協調下，楊洋接受了劇組的單獨培訓，經過兩個月的專業培訓後，他被導演李少紅選中，成為了《紅樓夢》中成年賈寶玉的扮演者，並於同年簽約榮信達影視，正式踏入影視圈。
2009年10月3日，隨《紅樓夢》主創和主演在上海市長風公園銀鋤湖上首演《紅樓夢水上情景秀》（水上舞台版的《紅樓夢》），他用舞蹈形式再次演繹賈寶玉。2010年，《紅樓夢》正式播出一炮而紅。
2011年，主演的第二部電視劇《青春旋律》在央視一套黃金檔播出。同年6月，首次參演的電影《建黨偉業》正式上映，飾演楊開慧的兄長楊開智。2012年3月，參演的第二部電影《飲食男女：好遠又好近》上映。同年9月，主演的戰爭劇《戰爭不相信眼淚》開播，在劇中他出演的是小紅軍杜長友。10月，都市時尚系列劇《刷新3+7》播出，楊洋出演《兵馬俑與招財貓》單元。
2013年，在古裝歷史情感劇《新洛神》中飾演男一號曹植。同年6月，古裝魔幻武俠劇《少年四大名捕》殺青，楊洋在劇中飾演謙謙君子無情。7月14日起，主演的大型江湖傳奇抗戰劇《武間道》（又名《終極征服》）首播。同年11月，參加真人秀節目《防務精英之星兵報到》，同時由其主演的都市純愛劇《花開半夏》於湖南衛視周播劇場播出。同年12月，楊洋參演民國破案懸疑劇《繭鎮奇緣》。

### 2014年-2016：自立門戶，人氣急升
2014年4月29日，楊洋與榮信達結束七年的合作關係。7月10日，由他參演的網絡劇《小時代之摺紙時代》首播，其在劇中飾演顧裏的表弟Neil。
2015年1月16日，偵探動作懸疑電影《暴走神探》上映，楊洋首度挑戰反派角色，飾演一位激進愛國分子詹姆斯吳。3月17日，由其主演的古裝武俠劇《少年四大名捕》開播，在劇中飾演玉樹臨風、武功非凡卻又為情所困的無情公子。4月24日，主演的青春電影《左耳》上映，該片最終票房突破5億人民幣，楊洋演藝事業達到第一個高峰。4月25日，楊洋參加明星姐弟自助遠行真人秀節目《花兒與少年第二季》。6月12日，由原著作者南派三叔欽定飾演的小哥張起靈的網絡季播劇《盗墓笔记》在愛奇藝上線，該劇播出後微博搜索量和視頻網站播放量均為年度第一，同時也刷新了年度電視劇點擊率。除此之外，由於楊洋簽約的經紀人賈世凱辭去歡瑞世紀副總裁的職務，故楊洋隨賈士凱加入其創立的悅凱娛樂。7月7日，由其主演的青春偶像勵志劇《旋风少女》首播。7月13日，楊洋確定出演電視劇《微微一笑很傾城》飾演男主角肖奈。9月9日，他推出了個人首支單曲《安心的温柔》。10月29日，確認出演電影《三生三世十里桃花》，飾演男主角夜華。同年，他還獲得尖叫“愛奇藝之夜”年度最具人氣演員獎。值得一提的是，在這一年，楊洋是內地娛樂圈中第一個代言美妝產品的男明星，他開啟了男明星代言美妝的先河，也是法国娇兰（Guerlain）百年来历史上首位男性代言人。
2016年1月1日，在《國劇盛典》獲得“最俱全媒體影響力演員”和“年度最受關注演員”兩項大獎。1月8日，中國郵政發行的楊洋專屬紀念郵品套裝在全國範圍內發行，楊洋成為2016年首位登上定制郵票的藝人。1月23日，作為法國Dior官方唯一正式邀請的中國男星出席2016巴黎時裝週Dior Homme 2016冬季系列發布秀。2月7日，他首次登上中央電視台春節聯歡晚會的舞台，與歌唱家佟鐵鑫合唱歌曲《父子》，並獲得春晚最受喜愛節目獎。4月21日，楊洋成為2016里約奥運會的火炬手，並於4月22日在希臘Rio-Antirrio Bridge順利完成聖火傳遞。6月11日，與電影《三生三世十里桃花》的主創一起出席上海國際電影節開幕式。6月22日，作為品牌好友出席Valentino2017巴黎春夏男裝秀。8月22日，主演的都市愛情偶像劇《微微一笑很傾城》首播，楊洋亦憑「肖奈」一角獲得第2屆中國電視劇品質盛典年度人氣劇星。9月8日，他發行搖滾爵士曲風單曲《愛是一個瘋字》。 9月9日，楊洋首部個人寫真書《自在•YOUNG》全網正式開售。9月10日，楊洋在北京工人體育館舉辦生日會，與上千位粉絲共度25歲生日。隨後主演的劇集《我的蠢萌老公》在愛奇藝網絡上線；9月29日，由他主演的愛情片《從你的全世界路過》上映，刷新國產愛情電影票房新紀錄，最終取得了8.14億人民幣的票房成績。12月4日，楊洋出席時尚盛典，被授予“年度傑出內地藝人”。同年，楊洋應邀出席第十一屆中國金鷹電視藝術節頒獎晚會，並擔任開獎嘉賓，由楊洋主演的電視劇《旋風少女（第一季）》榮獲第28屆中國電視金鷹獎優秀電視劇獎。值得一提的是，在11部獲獎劇中，“優秀電視劇獎”《旋風少女》是唯一一部青春題材劇目。同年，楊洋憑借極高的人氣和國民度，與李易峰、吳亦凡、鹿晗被稱為中國內地「四大流量小生」。

### 2017年：稳定发展

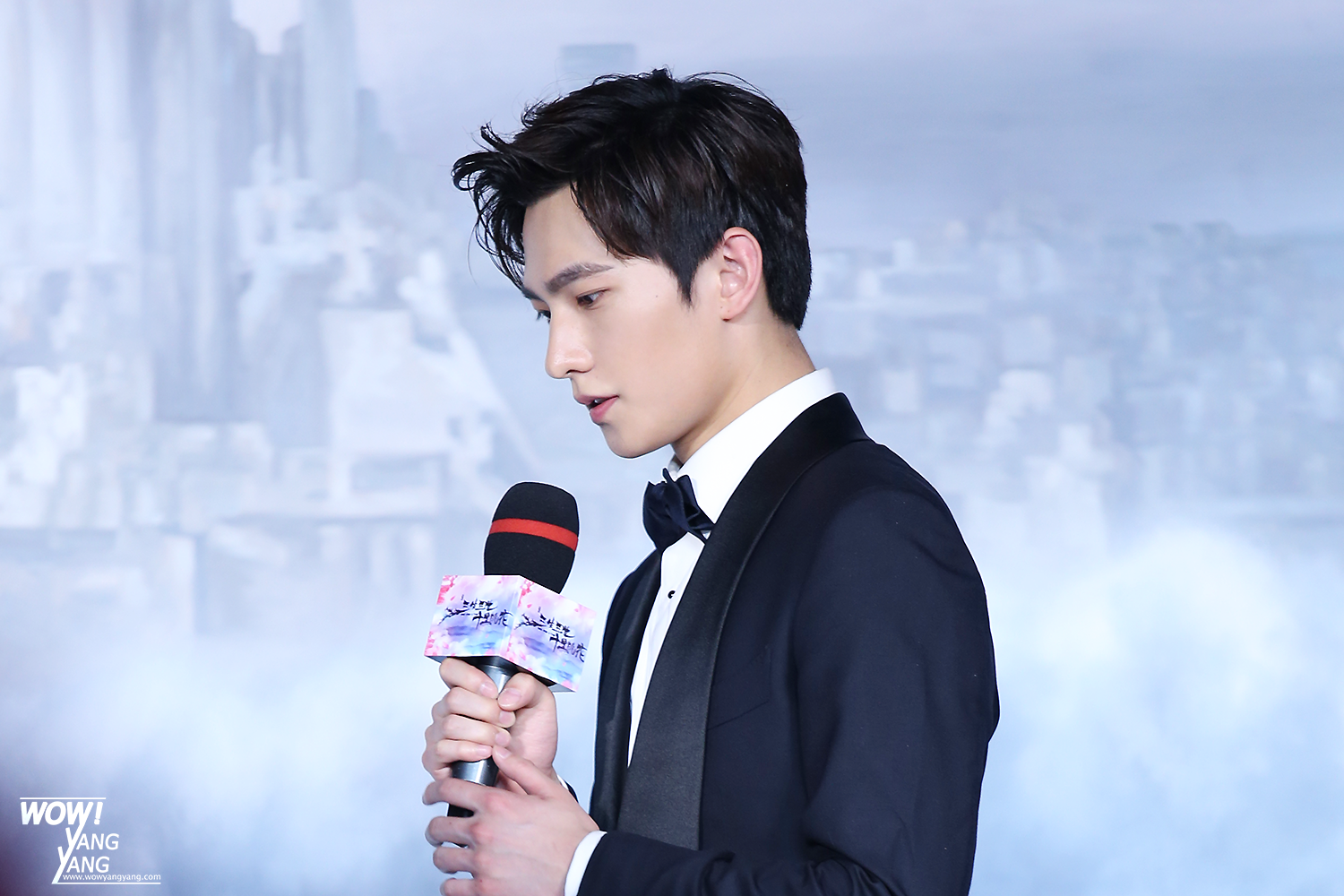
楊洋於2017年8月4日出席電影《三生三世十里桃花》在上海舉辦的首映禮

2月19日，楊洋的蠟像入駐上海杜莎夫人蠟像館，他到達現場為自己的蠟像揭幕。5月4日，出席“五月的鮮花”五四青年節晚會，並作為優秀青年代表，向到場的優秀青年致敬，號召當下青年人為追尋夢想奮發向上。 5月21日，受開雲集團邀請，以“開雲之友”身份出席在法國戛納舉行的“躍動她影”論壇活動及開雲晚宴，與眾多國際名人就影壇女性的地位與成就展開討論。6月12日，確定出演電競題材電視劇《全職高手》男主葉修，該劇改編自蝴蝶藍所著同名小說。8月3日，由其主演的古裝玄幻愛情仙俠電影《三生三世十里桃花》上映，他在電影中飾演九重天太子夜華，憑著對角色的發揮和個人的叫座力，電影《三生三世十里桃花》上映兩天已達到2.73億的人民幣的票房，說明了他無負其「流量小生」之名，楊洋漸漸成為票房保證，該電影上映後最終取得5.33億人民幣的成績；9月6日，推出了個人第三支單曲《就像是IDOL》。9月9日，在廣州舉辦「自在YOUNG——2017楊洋全球生日會」。11月22日，榮獲第十四屆MAHB年度先生盛典「年度先生」、「年度藝人」兩項殊榮，成為是次頒獎禮中最大贏家。12月3日，榮獲2017年騰訊視頻星光大賞「年度騰訊VIP之星」。12月28日，2017騰訊娛樂白皮書發布，楊洋在明星商業價值排行榜單中排第三，說明楊洋備受商務品牌的認可和青睞。12月31日，受湖南衛視邀請參加「2017年-2018年跨年演唱會」，現場表演個人單曲《就像是IDOL》及《愛的力量》兩首歌曲。

### 2018年
1月1日，楊洋主演的民國破案懸疑劇《繭鎮奇緣》在芒果TV播出，他在劇中飾演帥氣又風流倜儻的貴公子黃家大少爺黃莫如。1月16日，受萬寶龍邀請以品牌代言人的身份出席日內瓦高級鐘錶展SIHH，並在開展首日與好萊塢明星休·傑克曼同台。2月15日，再次登上了中央電視台春節聯歡晚會的舞台，在晚會上楊洋與王凯演繹關於春晚故事的合唱歌曲《我的春晚我的年》。5月3日，荣获2018年“全国向上向善好青年”之“崇義友善好青年”称号。5月4日，荣获2018年“五月的鲜花”优秀青年演员称号。8月7日，由其領銜主演，拍攝時間接近一年的古裝玄幻武俠劇《武動乾坤之英雄出少年》上星首播，楊洋在劇中飾演了經歷無數艱險彷徨、戰勝各種奸邪淫惡，從平凡少年蜕變成絕世英雄的武祖林動。9月8日，發行兩首單曲《Forever Young》、《最好》。同年，楊洋還主演了國際反恐題材影電影《急先鋒》，他在電影中飾演身手敏捷，擅長綜合格鬥的急先鋒行動小隊隊長雷震宇。

### 2019年
4月19日，主演的軍旅電視劇《特戰榮耀》正式開機，在劇中飾演技能突出，卻與集體格格不入的“兵王”燕破岳。7月24日，主演的電子競技題材青春勵志劇《全職高手》在騰訊視頻播出，在劇中飾演電競頂尖高手葉修。9月28日，主演的獻禮微電影《70年，我是主角》正式上線。12月14日，其還作為年度演藝人物榮登年度影響力人物榜單。12月26日，《特戰榮耀》經過274天的拍攝，正式殺青。

### 2020年
1月25日，原定於2020年農曆大年初一上映的電影《急先鋒》，因2019冠狀病毒病中國大陸疫情大規模擴散，為配合政府的防疫，與另外6部競爭春節檔賀歲片一同撤檔，擇日上映。受此影響，影片在新加坡、菲律賓和澳門的公映也被推遲。5月21日，確定出演抗疫題材時代報告單元劇《在一起之同行》。7月7日，宣佈在湖南衛視全明星競技類實景遊戲秀《元氣滿滿的哥哥》中擔任常駐成員，該綜藝是楊洋繼《花兒與少年第二季》五年後再次擔任常駐嘉賓的綜藝節目。8月2日，楊洋於騰訊視頻年度發布會中，透過VCR方式宣布搭檔迪麗熱巴主演都市愛情電視劇《你是我的榮耀》，在劇中飾演學神級航天工程師於途；該劇是楊洋第二次主演由顧漫原創小說改編的電視劇；9月20日，《你是我的榮耀》在敦煌開拍，9月29日在上海正式開機。9月30日，由楊洋領銜主演的國際反恐題材動作電影《急先鋒》正式上映。 10月1日，抗疫時代報告劇《在一起》第三單元《同行》播出，他在劇中飾演呼吸科醫生樂彬。12月20日，出席2020騰訊星光大賞，楊洋作為騰訊視頻VIP代言人，再次獲得「騰訊視頻VIP之星」獎，這也是楊洋自2017年開始，連續第四次領取VIP之星榮譽。

### 2021年
2021年1月份，楊洋解鎖雜誌五大男刊之一的「GQ」開年單人封面，實現五大男刊大滿貫，並以16本刊物、共19個封面登頂男明星總數榜首。1月6日，由其主演的電視劇《你是我的榮耀》於海南全劇殺青。2月22日，楊洋進組古裝武俠言情電視劇《且试天下》，在劇中飾演長相俊秀，內心複雜，心機頗深的男主角豐蘭息／黑豐息。6月12日，在電視劇《且试天下》 的戲份全部完成，全組殺青。7月26日，由其主演的電視劇《你是我的榮耀》正式在騰訊視頻上線，該劇上線4小時破1億播放量，成為騰訊視頻2021年初最熱播電視劇；隨著《你是我的榮耀》的熱播，網上開始出現網絡流行語「人就是在不同年纪反復愛上楊洋」，意指因楊洋演活了每個角色，多年過去卻依舊不變的帥氣並隨著歲月增加了不同的魅力，所以人們雖然會長大，但依舊會因為看了楊洋主演的電視劇後反復愛上楊洋。值得一提的是，《你是我的榮耀》大結局累計播放量高達30億次，單日播放量破2億，楊洋憑該劇再次收穫更多「迷途女孩」。9月23日，在浙江衛視秋季招商會中宣布楊洋將以新固定成員身份加盟文化旅遊探索類綜藝節目《青春環遊記》第3季。

### 2022年至今
2022年4月5日，主演的軍旅劇《特戰榮耀》在東方衛視、浙江衛視、優酷、騰訊視頻及愛奇藝聯播，在劇中飾演在嚴酷環境成長的武警特戰隊員燕破岳，有一顆宏心、是個想要證明自己能力的人。4月18日，主演的古裝武俠言情電視劇《且試天下》在騰訊視頻獨家播出。5月3日，主演以消防、醫學為主題的的電視劇《我的人間煙火》在寧波開機，在劇中飾演個性剛毅堅強的消防隊長宋焰。9月2日，與于和偉合作以衡陽保衛戰為題材的抗戰電影《援軍明日到達》在湖南開機拍攝。10月16日，歷時168天拍攝時間的電視劇《我的人間煙火》圓滿殺青，10月18日，到達長沙進組參與電影《援軍明日到達》的拍攝；同年12月14日，電影殺青。

## 影視作品

### 电視劇
| 播出年份 | 播出頻道                               | 電視劇名稱                  | 角色           | 備註         |
| -------- | -------------------------------------- | --------------------------- | -------------- | ------------ |
| 2010年   | 北京衛視 安徽衛視                      | 《红楼梦》                  | 成年贾宝玉     |              |
| 2011年   | 西藏衛視                               | 《青春旋律》                | 宁浩           |              |
| 2012年   | 浙江衞視 東南衞視                      | 《战争不相信眼泪》          | 杜长友         |              |
| 2012年   | 東方衛視                               | 《刷新3+7之兵马俑与招财猫》 | 何天泽         |              |
| 2013年   | 江蘇衛視                               | 《新洛神》                  | 曹植           |              |
| 2013年   | 深圳電視台                             | 《武间道》                  | 白念生         |              |
| 2013年   | 湖南衛視                               | 《花开半夏》                | 陆元           |              |
| 2014年   | 優酷 土豆網                            | 《小时代之折纸时代》        | Neil           |              |
| 2014年   | 湖南衛視                               | 《花灯满城》                | 陈飞渝         |              |
| 2015年   | 湖南衛視                               | 《少年四大名捕》            | 無情           |              |
| 2015年   | 愛奇藝                                 | 《盗墓笔记》                | 張起靈         |              |
| 2015年   | 湖南衛視                               | 《旋风少女第一季》          | 若白           |              |
| 2016年   | 江蘇衛視 東方衛視                      | 《微微一笑很倾城》          | 肖奈           |              |
| 2016年   | 愛奇藝                                 | 《我的蠢萌老公》            | 楊慷           |              |
| 2018年   | 芒果TV                                 | 《茧镇奇缘》                | 黄莫如         |              |
| 2018年   | 東方衛視 優酷                          | 《武动乾坤之英雄出少年》    | 林动           |              |
| 2018年   | 東方衛視 優酷                          | 《武动乾坤之冰心在玉壶》    | 林动           |              |
| 2019年   | 騰訊視頻                               | 《全職高手》                | 叶修／叶秋     |              |
| 2020年   | 東方衛視 浙江衛視 廣東衛視 江蘇衛視    | 《在一起》                  | 樂彬           | 單元《同行》 |
| 2021年   | 騰訊視頻                               | 《你是我的榮耀》            | 途             |              |
| 2022年   | 東方衛視 浙江衛視 騰訊視頻 愛奇藝 優酷 | 《特战荣耀》                | 燕破岳         |              |
| 2022年   | 騰訊視頻                               | 《且试天下》                | 豐蘭息／黑豐息 |              |
| 2023年   | 湖南衛視 芒果TV                        | 《我的人間煙火》            | 宋焰           |              |
| 2025年   | 優酷                                   | 《凡人修仙傳》              | 韓立           |              |
| 待播     | 優酷                                   | 《雨霖鈴》                  | 展昭           |              |

### 電影
| 播出年份 | 上映日期 | 電影名稱             | 角色        | 備註 | 中國大陸票房 |
| -------- | -------- | -------------------- | ----------- | ---- | ------------ |
| 2011年   | 6月15日  | 建党伟业             | 杨开智      | 客串 | 不適用       |
| 2012年   | 3月23日  | 饮食男女：好远又好近 | 少年 唐士哲 | 客串 | 不適用       |
| 2015年   | 1月16日  | 暴走神探             | 占士吴      |      | 2360万元     |
| 2015年   | 4月24日  | 左耳                 | 許弋        |      | 4.85亿元     |
| 2016年   | 9月29日  | 从你的全世界路过     | 茅十八      |      | 8.14亿元     |
| 2017年   | 8月3日   | 三生三世十里桃花     | 夜華／墨淵  |      | 5.34億元     |
| 2020年   | 9月30日  | 急先鋒               | 雷震宇      |      | 2.94亿元     |
| 待上映   |          | 援軍明日到達         | 井啟第      |      |              |

### 固定綜藝節目
| 播出年份     | 播出日期                     | 播放平台 | 節目名稱                | 備註                         |
| ------------ | ---------------------------- | -------- | ----------------------- | ---------------------------- |
| 2013～2014年 | 12月28日－03月8日            | 北京卫视 | 《防务精英之星兵报到 》 | 星兵                         |
| 2015年       | 04月25日－07月4日            | 湖南卫视 | 《花儿与少年第二季 》   | 弟弟、摄影师、导航、司机擔當 |
| 2020年       | 07月31日－9月30日            | 湖南卫视 | 《元气满满的哥哥》      | 元氣小哥隊隊長               |
| 2021年       | 2021年11月6日－2022年1月14日 | 浙江衛視 | 《青春環遊記3》         | 常駐嘉賓                     |

## 音樂作品

### 單曲
| 發行年份 | 發行日期 | 歌曲名稱         | 影視名稱                             | 合唱藝人 |
| -------- | -------- | ---------------- | ------------------------------------ | --- |
| 2015年   | 4月25日  | 花儿与少年       | 綜藝節目《花儿与少年第二季》主题曲   | 井柏然、毛阿敏、许晴、宁静、陈意涵、郑爽 |
| 2015年   | 9月9日   | 安心的温柔       | 首支個人單曲                         | 不適用 |
| 2016年   | 2月22日  | 父子             | 不適用                               | 佟铁鑫 |
| 2016年   | 5月10日  | 夏日顺发舞       | 飘柔广告宣传曲                       | 不適用 |
| 2016年   | 8月9日   | 微微一笑很倾城   | 电视剧《微微一笑很倾城》片尾曲／插曲 | 不適用 |
| 2016年   | 9月8日   | 爱是一个疯字     | 個人單曲                             | 不適用 |
| 2017年   | 8月7日   | 三生三世十里桃花 | 電影《三生三世十里桃花》同名主題曲   | 刘亦菲 |
| 2017年   | 9月6日   | 就像是IDOL       | 個人單曲                             | 不適用 |
| 2017年   | 9月9日   | 爱的力量         | 《阳光专项基金》公益主题曲           | 不適用 |
| 2018年   | 2月12日  | 赞赞新时代       | 音樂公益廣告片                       | 马思纯、王俊凯、王源、易烊千玺、关晓彤、江疏影、陈学冬、李易峰、佟丽娅、杨紫、张一山、张天爱、張翰、林允、欧豪、欧阳娜娜、周冬雨、钟楚曦、景甜、董子健 |
| 2018年   | 9月8日   | 最好             | 個人單曲                             | 不適用 |
| 2018年   | 9月8日   | Forever Young    | 個人單曲                             | 不適用 |

## 獎項及榮譽

### 大型頒獎禮獎項
| 年份 | 頒獎典禮                                | 獎項                                          |
| ---- | --------------------------------------- | --------------------------------------------- |
| 2009 | 第4届BQ红人榜                           | BQ推荐年度新人奖                              |
| 2011 | 搜狐娱乐年度盛典                        | 年度New Face奖                                |
| 2011 | 中国影响2010•时尚盛典                   | 最美年度星光初绽大奖                          |
| 2011 | 金鹰网金芒果粉丝节                      | 年度荧屏情侣奖 与李沁《红楼梦》               |
| 2015 | 中国校园文艺榜中榜                      | 年度最受青少年喜爱的男演员奖 《少年四大名捕》 |
| 2015 | 百度贴吧粉丝节                          | 最强锋锐力量奖                                |
| 2015 | 芭莎男士年度人物盛典                    | 年度吸引力明星奖                              |
| 2015 | 爱奇艺尖叫之夜                          | 年度人气演员奖                                |
| 2015 | 第七届国剧盛典                          | 年度最具全媒体影响力演员                      |
| 2015 | 第七届国剧盛典                          | 年度最受关注演员                              |
| 2016 | 2015明星权力榜年度颁奖盛典              | 内地最具人气男演员                            |
| 2016 | L'Officiel时装之夜                      | 年度最具人气演员                              |
| 2016 | 百度时刻商业峰会-2016百度品牌数字资产榜 | 年度最具价值男艺人                            |
| 2016 | 第十三届《时尚先生》年度盛典            | 年度最具商业价值艺人                          |
| 2016 | 年轻的选择2016优酷盛典                  | 优酷年度人物 UC年度头条人物                   |
| 2016 | 第五届搜狐时尚盛典                      | 年度最具人气男星                              |
| 2017 | 第2届电视剧品质盛典                     | 年度人气剧星 《微微一笑很倾城》               |
| 2017 | 第十四屆MAHB年度先生盛典                | 年度先生 年度艺人                             |
| 2017 | 2017腾讯视频星光大赏                    | VIP之星                                       |
| 2017 | 明星權力榜                              | 最具影響力男演員                              |
| 2017 | 明星權力榜                              | 年度人氣之星                                  |
| 2018 | 優酷YC盛典                              | 超新價值STAR                                  |
| 2018 | 中国文娱大数据发布盛典                  | 最具代言影响力男艺人                          |
| 2018 | 第十五届MAHB年度先生盛典                | 年度杰出内地艺人                              |
| 2018 | 腾讯视频星光盛典                        | VIP之星                                       |
| 2019 | 2019“年度影响力人物”                    | 年度演艺人物                                  |
| 2019 | 2019騰訊星光大賞                        | 騰訊視頻VIP之星                               |
| 2019 | 2019騰訊星光大賞                        | 年度電視劇男演員 《全職高手》                 |
| 2020 | 2020騰訊星光大賞                        | 騰訊視頻VIP之星                               |
| 2023 | 2023电视剧品质盛典                      | 品質影響力剧星 《特戰榮耀》                   |

### 個人榮譽
| 年份 | 榜單名稱                                           | 排名   | 備註   |
| ---- | -------------------------------------------------- | ------ | ------ |
| 2017 | 《福布斯中國名人榜》                               | 第5名  | [ 60 ] |
| 2017 | 第一财经周刊“2017中国最具商业价值明星排行榜TOP100” | 第20名 |        |
| 2018 | 《第一财经周刊》2018最具商业价值明星               | 第6位  | [ 61 ] |
| 2019 | 《福布斯中國名人榜》                               | 第27名 | [ 62 ] |
| 2020 | 《福布斯中國名人榜》                               | 第44名 | [ 63 ] |

## 粉丝见面会
| 年份   | 日期    | 節目名稱                                            | 地點 | 播放平台 |
| ------ | ------- | --------------------------------------------------- | ---- | -------- |
| 2015年 | 6月18日 | 《花儿与少年》第二季城市点映会南京场—杨洋粉丝见面会 | 南京 | 芒果TV   |
| 2015年 | 9月9日  | 杨洋在超自在 2015杨洋生日会                         | 北京 | 爱奇艺   |
| 2016年 | 9月10日 | 自在YOUNG—杨洋2016生日会                            | 北京 | 腾讯视频 |
| 2017年 | 9月9日  | 自在YOUNG——2017杨洋全球生日会                       | 广州 | 優酷     |
| 2018年 | 9月9日  | 自在•YOUNG—杨洋2018生日会                           | 成都 | 腾讯视频 |

## 圖文寫真
| 出版年份 | 出版日期 | 書本名稱   | ISBN               | 簡介                                                        |
| -------- | -------- | ---------- | ------------------ | ----------------------------------------------------------- |
| 2016年   | 9月9日   | 自在•YOUNG | ISBN 9787550285347 | 最好的青春，最好的杨洋。 25岁青春特制，最纯粹美好的写真集。 |